# Chiesa di Santa Marcellina e San Giuseppe alla Certosa
La chiesa di Santa Marcellina e San Giuseppe alla Certosa è una chiesa parrocchiale situata in zona nord-ovest a Milano, nel Quartiere Varesina, nella Diocesi di Milano – Zona Pastorale I – Decanato Cagnola, in viale Carlo Espinasse 85.

## Storia
La chiesa rientra nel programma di progettazione e costruzione di nuove chiese – promosso da Giovanni Battista Montini nel periodo in cui era Arcivescovo a Milano. Il progetto è opera dell’architetto Mario Tedeschi, in collaborazione con lo scultore Carlo Ramous, che segue la realizzazione della facciata, nella seconda metà del XX secolo. La chiesa viene inaugurata il 6 luglio 1958, ma non ancora completa delle vetrate. Il territorio parrocchiale originariamente era parte della parrocchia di Santa Maria alla Certosa di Garegnano. Nel 1945 l’arcivescovo Alfredo Ildefonso Schuster attribuì parte del territorio all’assistenza pastorale della chiesa dedicata a San Giuseppe. L’arcivescovo Montini nel 1956 fece erigere la parrocchia di San Giuseppe in Santa Marcellina.
 

A proposito della scelta di dedicare a Santa Marcellina la chiesa si legge: 
(Le nuove chiese di Milano : 1950-1960, A cura di A. Milani)

Sono intervenuti negli anni ulteriori lavori di adeguamento e rifinitura a opera dell’Arch. Tedeschi. Il termine dei lavori di compimento risalgono al 1981 -1984. All’interno della chiesa una targa sulla parete destra, appena superata la porta di ingresso, ricorda: 
(Targa presente nella navata interna della chiesa)

## Descrizione

### Esterno
Situata in un ampio giardino interno con tre vialetti di accesso e circondata da un fossato, la struttura della chiesa è posizionata sull’asse est-ovest. Le superfici della struttura sia all’esterno, che all’interno, sono in mattoni.
La facciata anteriore è costituita da una scultura monumentale di Carlo Ramous in cemento, su una superficie di circa centotrenta metri quadrati. La scultura artistica è parte dell’architettura, separata fisicamente dalla struttura, ma collegata dal tetto.
Nella composizione sono raffigurati centralmente il crocefisso con i ladroni ai due lati. Ai quattro vertici gli evangelisti, dall’alto a sinistra in senso orario: San Giovanni, San Matteo, San Luca e San Marco. 
Sul pannello sinistro: sotto un volo di angeli, San Satiro e Santa Marcellina, fratello e sorella di Sant’Ambrogio – presente sul pannello destro – al quale la Santa sta donando la chiesa; sotto San Giovanni, la resurrezione di Gesù e Gesù dinanzi a Pilato; al fianco di San Marco, sulla destra, gli episodi della resurrezione di Lazzaro e della moltiplicazione dei pani e dei pesci.
Sul pannello destro: sotto il secondo ladrone, l’adorazione dei Magi, Sant’Ambrogio e il battesimo di Gesù.
Alla chiesa si accede attraverso delle passerelle che la collegano al piazzale esterno. L’opera di Ramous è collegata all’edificio da un tetto a capanna e travi, che lasciano un passaggio, come a realizzare un porticato prima dell’ingresso. All’interno si entra tramite due porte laterali.

### Interno
La chiesa ha pianta a croce latina leggermente irregolare, con un allargamento all’altezza del transetto verso l’abside. La struttura è in mattoni a vista, con piloni di cemento armato. L’unica navata è priva di finestre fino al transetto, dove sono collocate una serie di vetrate artistiche opera di Poli Arte con motivi biblici ed evangelici, legati agli elementi della natura. Sul fondo del presbiterio è presente una vetrata decorata da Lindo Grassi. Nel transetto destro sono situati il fonte battesimale realizzato dall’Arch. Mario Tedeschi e un mosaico con raffigurato il battesimo di Gesù. Nella parte sinistra del transetto è collocato l’altare dedicato a Santa Marcellina e un mosaico raffigurante la natività.
Lungo tutta la navata e il transetto sinistro sono collocati mosaici raffiguranti le stazioni della Via Crucis. 
Sul lato sinistro, partendo dal transetto retrocedendo verso l’ingresso: I Gesù condannato a morte, II Gesù caricato della croce, III Gesù cade la prima volta, IV Gesù incontra la madre, V Gesù aiutato dal Cireneo, VI Veronica asciuga il volto di Gesù, VII Gesù cade la seconda volta, VIII Gesù incontra le pie donne, IX Gesù cade la terza volta.
Sul lato destro, partendo dall’ingresso procedendo verso il transetto: X Gesù spogliato dalle vesti, XI Gesù inchiodato sulla croce, XII Gesù muore sulla croce, XIII Gesù deposto dalla croce, XIV Gesù deposto nel sepolcro.
I mosaici della via Crucis e del battistero sono opera di Franco Bonazza, maestro della scuola dei mosaicisti del Friuli di Spilimbergo, che si è ispirato, per la sua creazione, ai lavori di Marko Ivan Rupnik.
Altre opere presenti all’interno della chiesa sono alcune sculture lignee, la statua di Santa Marcellina, della Scuola di S. Cristina, il tabernacolo in bronzo della Scuola Beato Angelico.